# Músic
|  | Per a altres significats, vegeu «músic (peix)». |

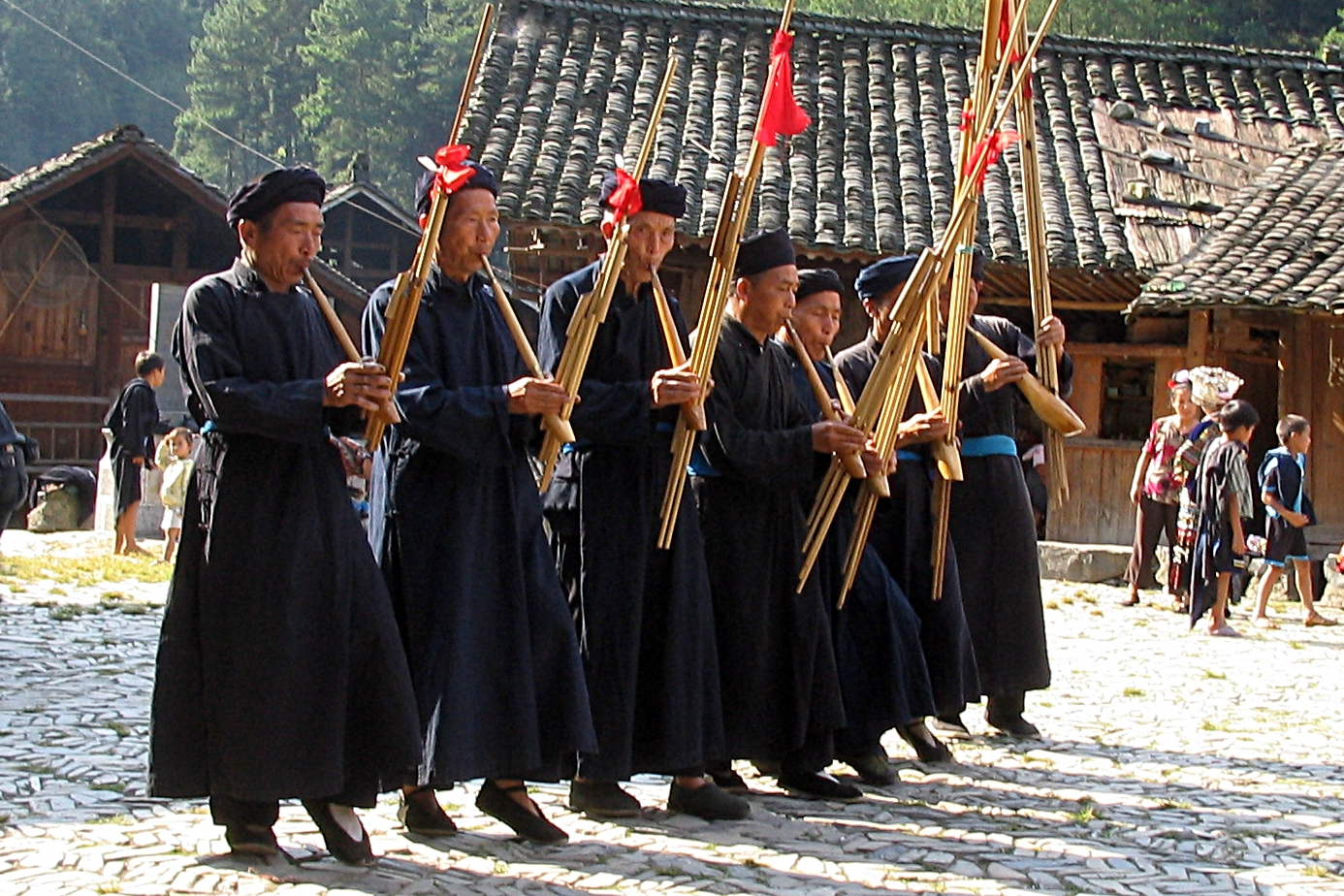
Músics miao del Guizhou (Xina)

Un músic o musicista (en alguerès) és una persona que interpreta o compon música. Tot i que, en un sentit ampli qualsevol que exerceixi qualsevol de les moltes professions de la música podria ser considerat un músic, en realitat aquesta accepció del mot habitualment s'ha reservat a aquelles persones que exerceixen en els àmbits que tradicionalment han estat relacionades amb la creació musical: els cantants, els intèrprets i els compositor. Així, es divideixen segons els tipus de feina concreta que facin; en alguns casos la denominació concreta també està en funció del gènere musical al qual s'aplica, quan els aspectes principals de la feina depenen del gènere. Els principals són:
- Instrumentista, aquell(a) que toca un instrument musical. És habitual que l'instrumentista sigui denominat amb relació a l'instrument que toca: flabiolaire, baixista, graller, etc. Alguns d'ells exerceixen tasques concretes dins dels seus grups respectius i reben, també, per això, denominacions específiques: solista, concertino, etc.
- Cantant, o cantor o vocalista, denominacions que estan molt en funció del gènere conreat, és aquella persona que canta. En alguns casos és una feina tan especialitzada que rep altres denominacions. En el cas de solistes vocals de la música clàssica s'acostumen a denominar segons la seva tessitura: una soprano o una contralt més que no pas una cantant, de forma genèrica. Semblantment en alguns gèneres de la música popular: un raper, un MC, un beatboxer, etc.
- Director(a), la persona que condueix un grup o conjunt musical i porta a terme totes o una part important de les accions necessàries perquè aquest conjunt pugui portar a terme una interpretació reeixida. Entre aquests hi ha:
  - Director(a) d'orquestra, que prepara, assaja, i dirigeix la interpretació en públic d'una orquestra.
  - Director(a) de cor, que porta terme les mateixes accions que l'anterior però amb relació a un cor. En el cas dels cors no professionals, és habitual que la persona directora faci moltes més tasques no estrictament musicals, organitzatives, d'animació, etc.
  - Director(a) musical d'òpera que porta a terme els assajos musicals necessaris i la direcció de l'execució d'una òpera en la versió, format i característiques interpretatives que prèviament ha dissenyat i preparat de comú acord amb el director d'escena.
- Un ventall més ampli de possibilitats en el cas dels que inventen música, entre les quals destaquen:
  - Compositor, en un sentit ampli o bé dedicat a la creació de música clàssica per a la sala de concerts (en formats més clàssics o més experimentals) o per al teatre d'òpera.
  - Compositor(a) de bandes sonores
  - Compositor(a) de jingles per a espots publicitaris, sintonies de ràdio i televisió, etc.
  - Compositor(a) de cançons (songwriter, en anglès)
  - arranjador (a), és a dir, una persona que transforma una composició preexistent en quelcom de nou bo i canviant alguns dels elements d'aquesta música, per dotar –habitualment- d'una nova funció a aquesta.

Algunes tipologies de músic es mouen a cavall entre la composició i la interpretació:
- Un(a) cantautor (a) és aquella persona (s'aplica a títol individual, no pas a grups) que canta aquelles composicions –habitualment cançons- que compon.
- Un mestre de capella és (o més aviat era) la persona encarregada del bon funcionament de tots els aspectes musicals d'una capella de música, bàsicament: ensenyar música als membres que ho requerissin, vetllar perquè rebessin ensenyament dels instruments que calgués i que ell no els pogués ensenyar, compondre música per a ser interpretada pel grup, assajar-la i dirigir-la.

La importància de les noves tecnologies en l'enregistrament i la sonorització en directe de determinats gèneres musicals fa que, cada vegada més, també els tècnics de so siguin considerats com a músics.
Durant l'edat mitjana un músic (musicus en llatí) fou la persona que teoritzava sobre la música, era un teòric de la música. A partir del Renaixement i de resultes de la valorització del treball artístic, de l'execució artística, i consegüentment de la tasca del compositor i l'intèrpret, el mot canvià de significat.
El talent interpretatiu d'un músic ve determinat per una base genètica que requereix una pràctica per a desenvolupar-lo. La condició genètica és moderada o forta, segons han demostrat estudis amb bessons.